# Кузнецова, Александра Викторовна
Александра Викторовна Кузнецова (род. 20 апреля 2006, Санкт-Петербург) — российская пловчиха, чемпионка мира 2025 года, чемпионка России, призёр чемпионатов России, обладательница Кубка России, мастер спорта России по плаванию (2020).

## Биография
Александра Кузнецова родилась 20 апреля 2006 года в Санкт-Петербурге в семье спортсменов-пловцов. Отец — Виктор Кузнецов, мать — Елена Кузнецова (Дендеберова). В 2022 году завершила обучение в средней школе № 514.

## Карьера
Кузнецова тренируется в спортивной школе «Экран» под руководством своей матери Елены Кузнецовой.
В 2020 году было присвоено звание «Мастер спорта России» по плаванию.
В 2023 году впервые стала победителем чемпионата России в составе смешанной эстафетной команды Санкт-Петербурга.
В 2024 году завоевала четыре золотых медали на Кубке России в эстафетах и три золотых медали на чемпионате России на короткой воде.
В 2025 года на чемпионате России в Казани стала победительницей на дистанции 50 метров вольным стилем и в трёх эстафетах. На чемпионате мира в Сингапуре в составе смешанной комбинированной эстафеты завоевала золотую медаль.

## Документы
- Приказ о присвоении звания «Мастер спорта России»